# Nazmie-Lee Marai
Nazmie-Lee Marai (né le 2 décembre 1991) est un athlète papouasien spécialiste du sprint. 
Le 17 juin 2017, il porte à Townsville son record personnel sur 100 m à 10 s 69.
Il participe au 60 mètres masculin aux championnats du monde d'athlétisme en salle 2018 de Birmingham ; 6e de sa série en 7 s 01, il ne se qualifie pas pour le tour suivant.

## Biographie

### Palmarès
| Date | Compétition              | Lieu      | Résultat | Épreuve       | Performance   |
| ---- | ------------------------ | --------- | -------- | ------------- | ------------- |
| 2015 | Championnats d'Océanie   | Cairns    | 2e       | 4 x 100 m     | 41 s 70       |
| 2015 | Championnats d'Océanie   | Cairns    | 2e       | Relais medley | 1 min 36 s 08 |
| 2017 | Championnats d'Océanie   | Suva      | 2e       | 100 m         | 10 s 88       |
| 2017 | Championnats d'Océanie   | Suva      | 2e       | 200 m         | 21 s 64       |
| 2017 | Championnats d'Océanie   | Suva      | 2e       | 4 x 100 m     | 41 s 87       |
| 2017 | Petits Jeux du Pacifique | Port Vila | 1er      | 100 m         | 10 s 84       |
| 2017 | Petits Jeux du Pacifique | Port Vila | 1er      | 200 m         | 21 s 66       |
| 2017 | Petits Jeux du Pacifique | Port Vila | 2e       | 4 x 100 m     | 41 s 30       |

### Records
| Épreuve    | Performance | Lieu       | Date            |
| ---------- | ----------- | ---------- | --------------- |
| 60 mètres  | 7 s 01      | Birmingham | 7 février 2018  |
| 100 mètres | 10 s 69     | Townsville | 17 juin 2017    |
| 200 mètres | 21 s 53     | Brisbane   | 3 décembre 2017 |